# 阿兰·穆瓦诺
阿兰·穆瓦诺（法語：Alain Moineau，1928年5月15日—1986年10月20日），法国男子自行车运动员。他曾代表法国参加1948年夏季奥林匹克运动会自行车比赛，获得男子团体公路赛铜牌。